# 烏斯特河
烏斯特河（法語：Oust，法語發音：[ust]）是法國的河流，位於該國西部布列塔尼大區，屬於维莱讷河的右支流，河道全長145公里，流域面積3630平方公里，平均流量每秒27立方米。

## 外部連結
- http://www.geoportail.fr （页面存档备份，存于）
- Sandre数据库中的烏斯特河 （页面存档备份，存于）